# Dynamite
Pour les articles homonymes, voir Dynamite (homonymie).

Schéma d'un bâton de dynamite et du câble permettant la détonation :
A. Sciure (ou tout autre type de matériau absorbant) trempée dans de la nitroglycérine ;
B. Revêtement de protection entourant la matière explosive ;
C. Détonateur ;
D. Câble électrique connecté au détonateur.

La dynamite est un explosif fabriqué avec de la nitroglycérine. Elle est 1,25 fois plus puissante que le trinitrotoluène (TNT). Inventée par Alfred Nobel en 1866, la dynamite a été très utilisée, notamment dans l'industrie minière, jusqu'à son remplacement par des explosifs plus puissants et plus faciles à manipuler, comme ceux de la famille des plastics.

## Étymologie

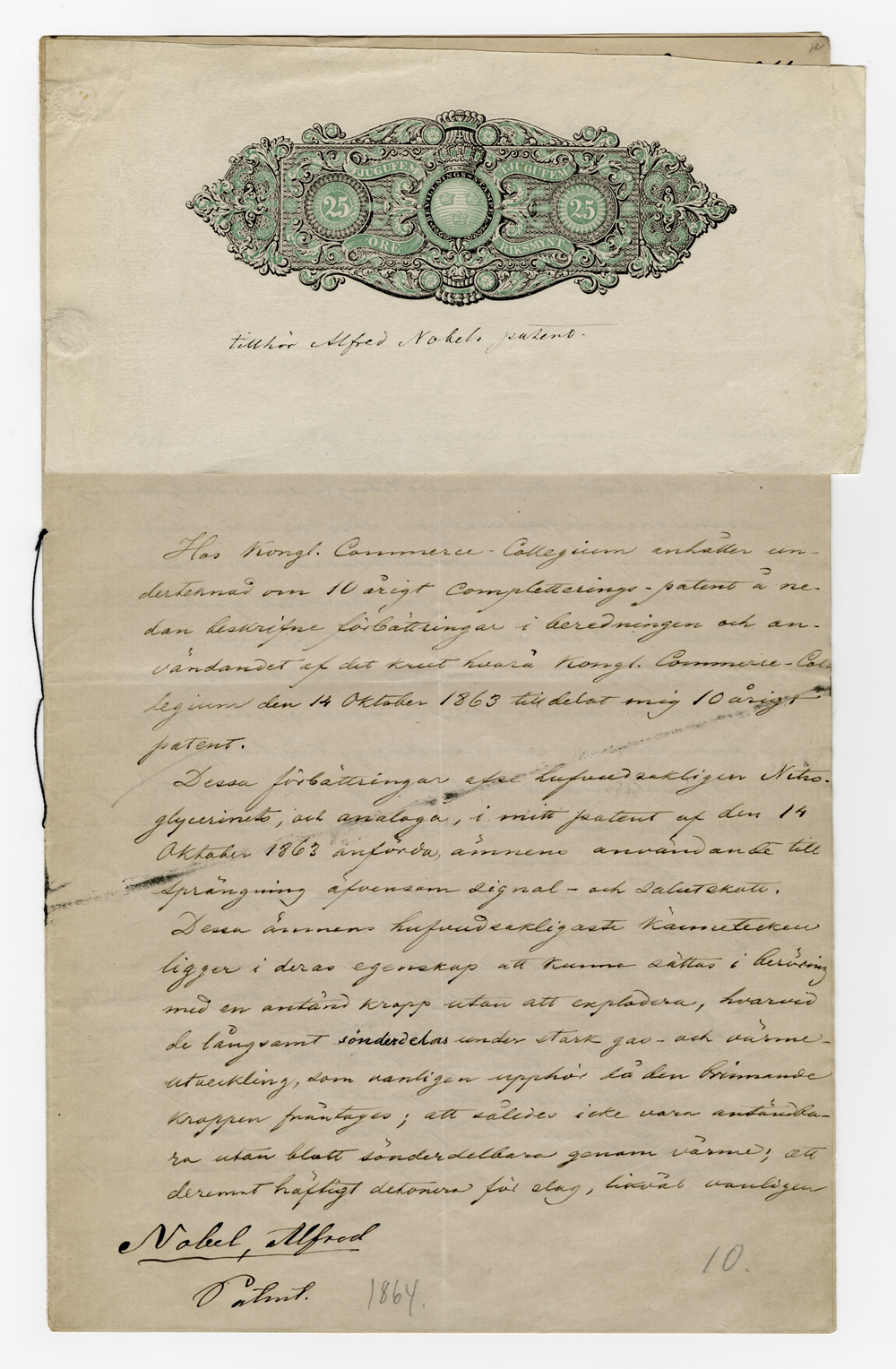
1864 : dépôt de la demande de brevet par Alfred Nobel, pour le système de percussion et d'ignition de la nitroglycerine dans un bâton de dynamite.

Le nom de la dynamite vient du mot grec δύναμις (dunamis ou dynamis), qui signifie « puissance », « pouvoir », auquel a été ajouté le suffixe suédois -it.

## Histoire

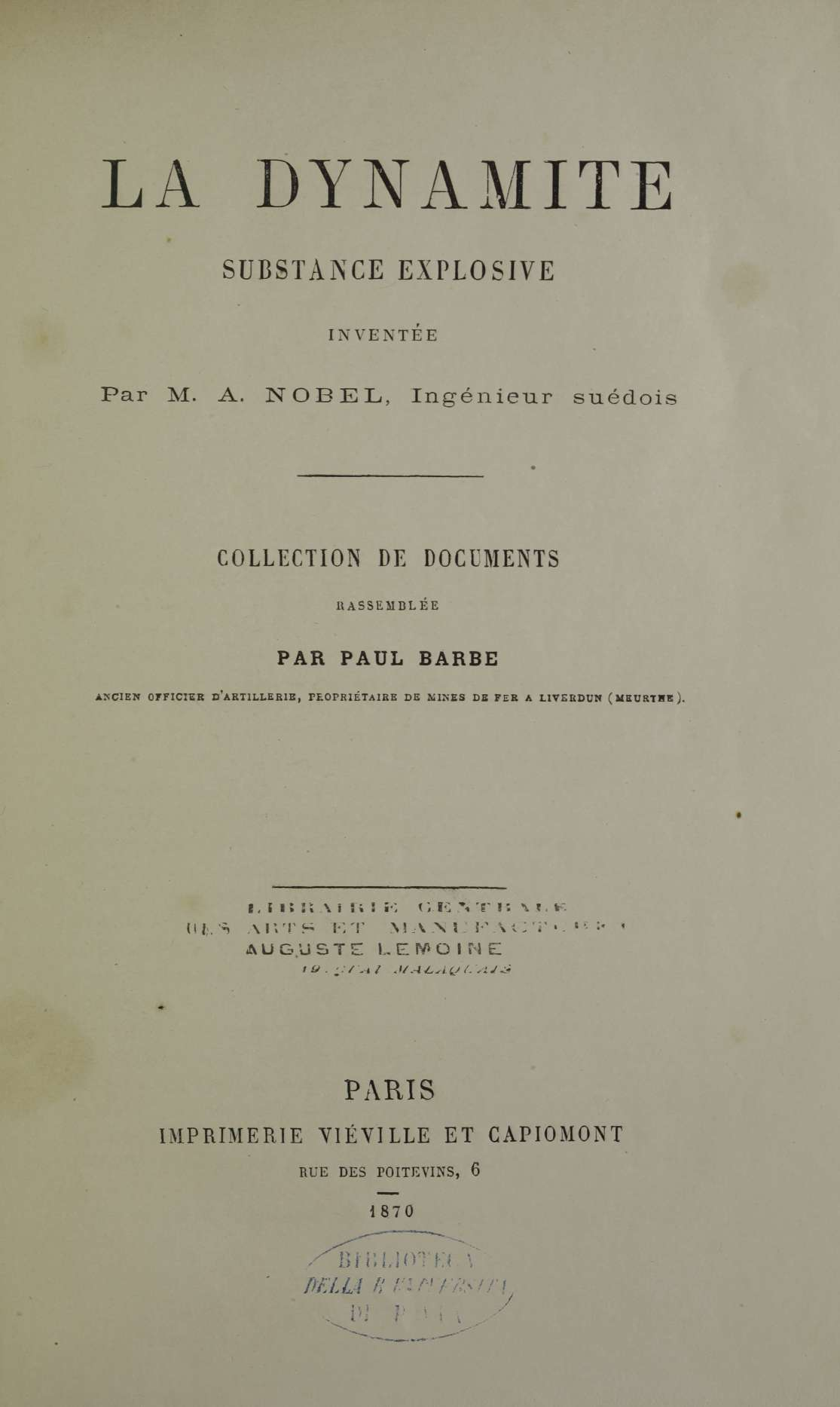
Paul Barbe, La dynamite - substance explosive inventée par M. A. Nobel ingénieur suédois, 1870.

La nitroglycérine est d'abord fabriquée et vendue par la société d'Alfred Nobel sous sa forme liquide. Mais elle est tellement instable et dangereuse (Emil Oskar Nobel (en), le frère d'Alfred, et d'autres personnes meurent d'une explosion durant la préparation de la nitroglycérine en 1864) qu'elle est rapidement interdite en Europe. La production artisanale de nitroglycérine se fait dans les mines, cependant comme toute fabrication artisanale d'explosifs, les accidents sont fréquents (réactions réalisées à température ambiante et non à 0 °C).
Alfred Nobel résout le problème par sérendipité en la mélangeant à des kieselguhrs (poudre fossile de diatomées), puis en la moulant sous forme de bâtonnets enveloppés de papier: c'est ainsi qu'est créée la dynamite en 1866. Elle fait l'objet d'un brevet d'invention du 7 mai 1867 en Angleterre et du 19 septembre 1867 en Suède. Il s'agit du premier explosif puissant, peu coûteux à produire et stable (c'est-à-dire ne présentant que peu de risques d'explosion accidentelle lors du transport).
La nitroglycérine peut également être mélangée à d'autres composants neutres, comme la silice, ou à des composés actifs (soufre, nitrate de sodium, cellulose, etc.).
L'exploitation de son brevet rapporte à Alfred Nobel une fortune considérable, qui est plus tard dévolue aux Prix Nobel. Il contrôle strictement ses droits et réussit à les faire valoir face à des marchands américains qui tentent de plagier son invention en utilisant une formule légèrement différente.

## Bâton de dynamite

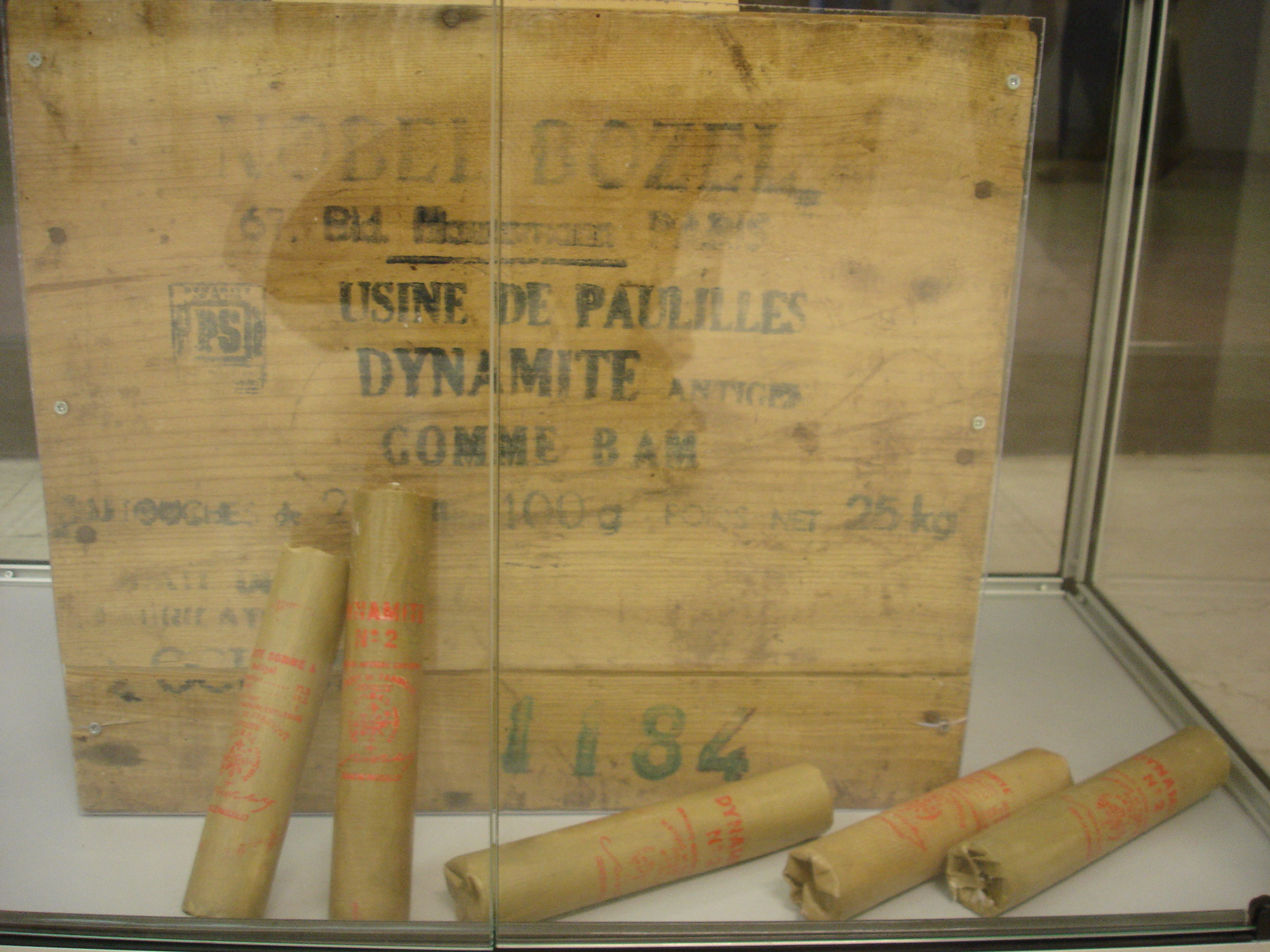
Caisse de cartouches de dynamite (100 g) Nobel-Bozel originaire de l'usine de Paulilles, Languedoc-Roussillon.

Un bâton de dynamite a classiquement les dimensions suivantes : 25 cm de longueur sur 3 cm de diamètre, mais la grande majorité de la dynamite est utilisée sous forme de cartouches de diamètre supérieur à 5 cm et d'un poids supérieur à 1 kg.
À l'origine, le bâton de dynamite est composé de 75 % de nitroglycérine (corps très instable) et de 25 % de kieselguhr (micro-algues) qui stabilise la nitroglycérine et fait de la dynamite un explosif plus sûr.
La dynamite est d'utilisation beaucoup moins risquée que la nitroglycérine ou même que la poudre à canon. Elle est moins sensible aux chocs, et un bâton placé dans un feu brûlera (théoriquement) sans exploser. De fait, elle nécessite un détonateur pour être utilisée.
Avec le temps (ou à une température supérieure à 32 °C), les bâtons de dynamite suintent de la nitroglycérine liquide, ce qui peut les rendre dangereux et pose un problème de sécurité sur les chantiers. C'est pourquoi elle est moins utilisée de nos jours.
Les dynamites actuelles, dont le principe est là encore basé sur une invention de Nobel, contiennent un peu de coton azotique (nitrocellulose) qui gélifie la nitroglycérine et supprime les suintements. La nitroglycérine est remplacée jusque 50 % par du nitroglycol, ce qui abaisse le point de congélation du mélange et le rend plus sûr, car une dynamite gelée est très sensible aux chocs. Le kieselguhr est remplacé par un mélange de farine de bois ou similaire, et de nitrate d'ammonium, qui augmente la puissance du produit.

## Utilisation
Les principaux domaines d'utilisation de la dynamite ont été la construction, l'exploitation minière et la destruction. De plus, elle a eu des applications dans la guerre et le terrorisme. Durant l'industrialisation, il y eut un important besoin de puissants explosifs pour l'industrie minière ou la construction de tunnels. Cependant, de nouveaux explosifs et de nouvelles techniques ont peu à peu remplacé la dynamite. Cela fait des décennies qu'elle n'a plus été commercialisée.

### Terrorisme
L'invention de la dynamite a mis entre les mains des terroristes une source d'énergie presque inimaginable dans ses dimensions. Un périodique espagnol populaire de 1908 captura cette image lorsqu'elle décrivait les attributs et le pouvoir de la dynamite : « Sa force irrésistible, sa formidable puissance. Il semble que l’esprit de Shiva, le dieu de la destruction, destructeur éternel de la vie, réside dans les profondeurs de sa composition étrange. Tous les grands phénomènes de la nature lui ressemblent par leurs effets : […] il crée et détruit, anéantit et donne vie ; il est enchaîné[Quoi ?] Prométhée et Jupiter en colère ; il illumine et assombrit. De nécessité de la civilisation, il devient son châtier […] il est devenu un anathème social, dans l’arme terroriste des sectes dissidentes ».

#### Anarchistes
La dynamite était une arme très associée aux anarchistes de la fin du XIXe siècle. Le schisme entre le mouvement marxiste et anarchiste en 1872 après le cinquième congrès de la Première Internationale coïncide avec la popularisation de la dynamite. Elle représentait une technologie moderne et puissante qui pouvait être utilisée afin d'atteindre leurs buts. Johann Most, un anarchiste, a affirmé que la dynamite contenait le pouvoir de détruire le régime capitaliste tout comme la poudre à canon et le fusil contenant le pouvoir de supprimer le féodalisme de la surface de la Terre.
La dynamite est l’outil idéal pour implémenter la propagande par le fait, qui cherchait à être le plus visible possible et à démontrer la révolution par des actes violents. L’intention est donc de causer plus de peur que de mal, ainsi la dynamite est préférée aux armes blanches et aux armes à feu. Un exemple est le cas d’Auguste Vaillant qui, en 1893, a lancé une bombe dans la Chambre des députés afin de protester contre les conditions misérables dans lesquelles il vivait en tant qu'ouvrier pauvre. L’acte ne visait pas à tuer et seules quelques personnes furent blessées. Le 5 février 1894, il fut exécuté et fut décrit comme « la première personne de la France du XIXe siècle à être exécutée, même s'il n'a tué personne. »
Ainsi, par son efficacité à mettre en actes la propagande par le fait, la dynamite devient une signature idéologique; tout attentat à la dynamite est rattaché aux mouvements anarchistes sans qu’aucune revendication ne soit faite.
L'aspect de la destruction non ciblée de la dynamite convenait également aux anarchistes. L’objectif de frapper contre le régime bourgeois « corrompu et criminel », vise une classe entière de personnes et ainsi tout membre de cette classe est une cible possible. « Il n’y a pas d’innocents », a déclaré l’anarchiste français Émile Henry à la cour qui l’interrogeait à propos de la bombe lancée le 4 avril 1894 dans un café.
Entre février et mai 1885, une enquête sur les activités anarchistes est menée par les autorités judiciaires suisses. La cause étant une série de lettres anonymes, finalement dévoilées comme incorrectes, prétendant qu’un groupe d’anarchistes complotait pour faire exploser la Palais fédéral à la dynamite. Aussi, l’Allemagne et l’Italie mettaient pression sur la Confédération suisse pour mettre fin aux activités dites terroristes des anarchistes séjournant en Suisse. En effet, par sa position géographique et sa réputation de terre d’asile, la Suisse était la destination choisie par de nombreux réfugiés politiques, la Confédération comptait des représentants de presque tous les mouvements révolutionnaires de l'Europe. La responsabilité de mener les enquêtes est placée sur les autorités cantonales qui manquaient de ressources, que ce soit monétaire ou d’agents suffisamment formés, et qui ne travaillaient qu’à l’échelle cantonale sans regarder la situation générale de la Confédération. De plus, le public et les autorités avaient une grande réticence à l’idée de la surveillance politique qui est opposée aux principes de démocratie et liberté qui étaient fortement liés au sentiment national. Par cette démarche, des fautes ont été commises, par exemple, la poursuite d'un train que l'on soupçonne de transporter de la dynamite alors qu'il s'agissait de tabac. Une fois l’affaire close, la formation d'un bureau central chargé de réunir des informations sur les étrangers subversifs fut mandaté. Cet événement fut ainsi un tournant dans la professionnalisation de la surveillance politique, même s’il n’a mené qu’à l’expulsion de quelques anarchistes,.

#### La dynamite comme arme d'assassinat contre Alexandre II
À la fin du XIXe siècle en Russie, la dynamite a été utilisée par divers groupes révolutionnaires cherchant à renverser le système autocratique et à arrêter les réformes gouvernementales du Tsar Alexandre II de Russie. Par exemple, un groupe révolutionnaire socialiste/nihiliste Narodnaya Volya (Volonté du Peuple), formé en 1879, est devenu le premier groupe terroriste anarchiste à utiliser largement la dynamite.
En septembre de la même année, les révolutionnaires Véra Figner, Nikolaï Kibaltchitch et Mikhail Frolenko sont venus à Odessa avec des explosifs passés en contrebande depuis la Suisse, afin de faire exploser le train impérial en novembre 1880, alors qu'il transportait le Tsar de Livadia à Saint-Pétersbourg. Ils ont fabriqué les fusibles, séché la pyroxyline et testé le mécanisme explosif. La dynamite était extrêmement sensible et explosait souvent d'elle-même, tuant les « dynamiteurs ». Le nom « dynamiteur », un nouveau mot pour l'époque, était donné aux personnes utilisant des explosifs contre l’État. Une fois l’attentat planifié et les bombes fabriquées, de la dynamite a été placée sur les rails. Normalement, le train du Tsar voyageait trente minutes derrière le train qui transportait le personnel mais dans ce cas, le train du Tsar le devançait car il avait eu une défaillance mécanique. Les bombes n’ont affecté que le train du personnel et le Tsar s’en sortit indemne.
Une autre tentative du même groupe a été faite au Palais d'Hiver avec l'aide de Stepan Khalturin. En 1880, il a obtenu un emploi de charpentier au Palais d'Hiver lui permettant de dormir sur place ; ce qui lui a permis d'apporter des paquets de dynamite chaque jour, les cachant dans sa literie. Il a ainsi placé un total de près de trois cents livres de dynamite sous la salle à manger. Il était prévu de faire exploser la bombe le soir du 17 février [O.S. 5 février] 1880, afin d’assassiner la famille impériale. Mais un invité arrivant de Berlin avait du retard, et pour la première fois depuis des années, le dîner a dû être retardé. Alors que la famille quittait le salon pour aller vers la salle à manger, la bombe a explosé. La salle à manger a été complètement démolie et onze membres de la garde finlandaise qui se trouvaient dans la salle des gardes juste en dessous furent tués ainsi que trente autres blessés.
Le 13 mars 1881, la Volonté du Peuple a fait une autre tentative d’assassinat à l’aide de la dynamite, attaquant alors que le Tsar parcourait une route qu’il fréquentait régulièrement les dimanches. La première lancée de dynamite n'a endommagé que le chariot et quelques piétons. Le Tsar n'a pas été blessé, mais il quitta son chariot pour aider les blessés, ignorant qu'il y avait trois autres terroristes sur place. Ignati Grinevitsky a attendu le passage d'Alexandre II et a jeté une bombe à ses pieds. L'explosion l'a tué et a laissé Alexandre II mortellement blessé. Grinevitsky est donc considéré comme le premier auteur d’un attentat suicide,. Alexander II fut alors transporté jusqu'à son bureau au Palais d'Hiver, où il est décédé une heure plus tard.
La Volonté du Peuple a utilisé de la dynamite à la gélatine pour toutes ses tentatives d'assassinat, même si le pistolet conventionnel était meilleur marché et plus facilement disponible, et avait probablement plus de chances de succès. Ces révolutionnaires pensaient que la dynamite avait un bien plus grand impact psychologique : il démontrait « une nouvelle étape dans le mouvement révolutionnaire » plutôt que d'être « interprété comme un meurtre ordinaire. »

#### La dynamite comme arme d'assassinat contre GuillaumeIer
Une tentative d'assassinat a eu lieu à Niederwald contre le kaiser allemand en septembre 1883, tentant de faire exploser non seulement Guillaume Ier et le prince héritier Frédéric, futur Frédéric III, mais aussi de nombreux généraux et aristocrates du gouvernement. Toutes ces personnalités devaient assister à l'inauguration d'un grand monument symbolisant la Germanie surplombant le Rhin. Mais un fusible mouillé qui n'a pas réussi à allumer seize livres de dynamite placé dans un tuyau de drainage a déjoué la tentative des anarchistes. Dans un effort ultérieur, ils ont fait sauter une salle de concert presque vide dans la ville voisine de Rudesheim en supposant à tort que l'empereur allemand avait prévu cet endroit pour une visite.
L'échec de la tentative de Niederwald a illustré certains des problèmes pratiques liés à l'utilisation de la dynamite. Bien que la dynamite ait conservé pendant cinquante ans sa réputation parmi les anarchistes, les révolutionnaires et le public en tant qu'arme miracle de destruction, un fossé existait entre le puissant symbole et la réalité mondaine. La dynamite était beaucoup plus puissante que les explosifs précédents, mais en pratique, elle s'est souvent révélée moins meurtrière et plus lourde que prévu. La plupart des manuels sur les explosifs étaient inexacts et les tentatives des amateurs de concocter des bombes à dynamite se soldaient souvent par des explosions prématurées. Même lorsque les terroristes ont volé ou acheté de la dynamite produite commercialement (ce que la plupart recommandaient par rapport à ces recettes maison), des quantités énormes étaient souvent nécessaires pour garantir le succès.

### Tunnel ferroviaire du Saint-Gothard
Un autre exemple concret de l’utilité de la dynamite est lors de la construction du tunnel ferroviaire du Saint-Gothard en Suisse. Construit entre 1872 et 1881, long de 15 km, le tunnel posait de nombreux défis aux ingénieurs qui l’ont conçu. La poudre noire était insuffisante pour sa construction à cause de la grandeur du projet, mais la dynamite, qui avait été inventée seulement six ans auparavant, le rendit possible : au lieu de devoir percer 80 trous dans la montagne pour ensuite les remplir avec de la poudre à canon pour créer un bout de tunnel, il suffit d’en creuser 24 lorsqu’on utilise la dynamite, ce qui permettait de faire le même travail en un tiers du temps. Pour satisfaire les demandes énormes en dynamite, deux usines ont été créées, une à Isleten au nord du Gothard et une autre à Ascona, au sud. Celles-ci étaient les deux premières usines de dynamite en Suisse.
À Isleten, la population était incommodée par la construction de l’usine. Lors des réunions communales le 2 juin et le 3 août 1873, ils ont porté plainte contre la démarche, citant des raisons de sécurité. Le public était assuré que les dangers étaient gérables, et le 30 septembre 1873, les fondateurs — entre autres Alfred Nobel — ont commencé formellement la construction de la « Schweizerische Dynamit- & Chemische Producten-Fabrik » (Usine de Dynamite & Produits Chimiques Suisse). Afin de garantir la sécurité, diverses précautions sont prises : l’usine est située loin des habitations et de nombreuses protections contre des explosions accidentelles sont installées. Par exemple, le mélange de la nitroglycérine et du kieselguhr se fait dans des cabanes en bois, situées dans un trou de trois mètres de profondeur et entourées d’un mur de terre faisant six à sept mètres de haut mesuré depuis le fond où se trouve la cabane. Malgré tout, un accident d’explosif a tué trois ouvriers le 9 avril 1874.
L’usine a produit deux cents tonnes de dynamite par année pendant la construction du tunnel ferroviaire, représentant alors une partie importante de l’économie du canton d’Uri.

### Autres utilisations
La dynamite a aussi été utilisée dans des conflits armés, notamment dans la guerre franco-allemande de 1870.
Il est arrivé que des criminels intéressés par l'ouverture de coffres-forts aient délibérément extrait de la nitroglycérine de bâtons de dynamite en les faisant bouillir.[réf. souhaitée]
Les spéléologues ont longtemps utilisé de la dynamite pour pratiquer la désobstruction des conduits et chatières non-pénétrables par l'humain. Petit à petit, la pratique s'est orientée vers des explosifs plus intéressants d'un point de vue rapport puissance/volume.
La pêche à la dynamite est une méthode de pêche, de nos jours illégale, consistant à bombarder une zone de mer avec de la dynamite. L'onde de choc provoquée par la détonation provoque la mort des poissons aux alentours qui remontent à la surface et le pêcheur n'a plus qu'à les ramasser.